# 兵庫県道74号尼崎停車場線
兵庫県道74号尼崎停車場線（ひょうごけんどう74ごう あまがさきていしゃじょうせん）は、兵庫県尼崎市を通るJR尼崎駅へ接続する県道（主要地方道）である。

## 概要
JR尼崎駅から尼崎市杭瀬北新町の国道2号交点に至る。

### 路線データ
- 起点：尼崎市JR尼崎駅
- 終点：尼崎市杭瀬北新町（東長洲交差点、国道2号交点）
- 路き延長：1.564 km[要出典]

## 歴史
- 1993年（平成5年）5月11日 - 建設省から、県道尼崎停車場線が尼崎停車場線として主要地方道に指定される[1]。

## 路線状況

### 通称
- 長洲線

## 地理

### 通過する自治体
- 尼崎市

### 交差する道路
- 兵庫県道191号尼崎停車場西川線（尼崎市長洲中通）
- 国道2号（尼崎市杭瀬北新町・東長洲交差点、終点）

### 沿線にある施設など
- 尼崎市役所 小田支所
- エディオン 尼崎店